# Karl-Heinz Stroux

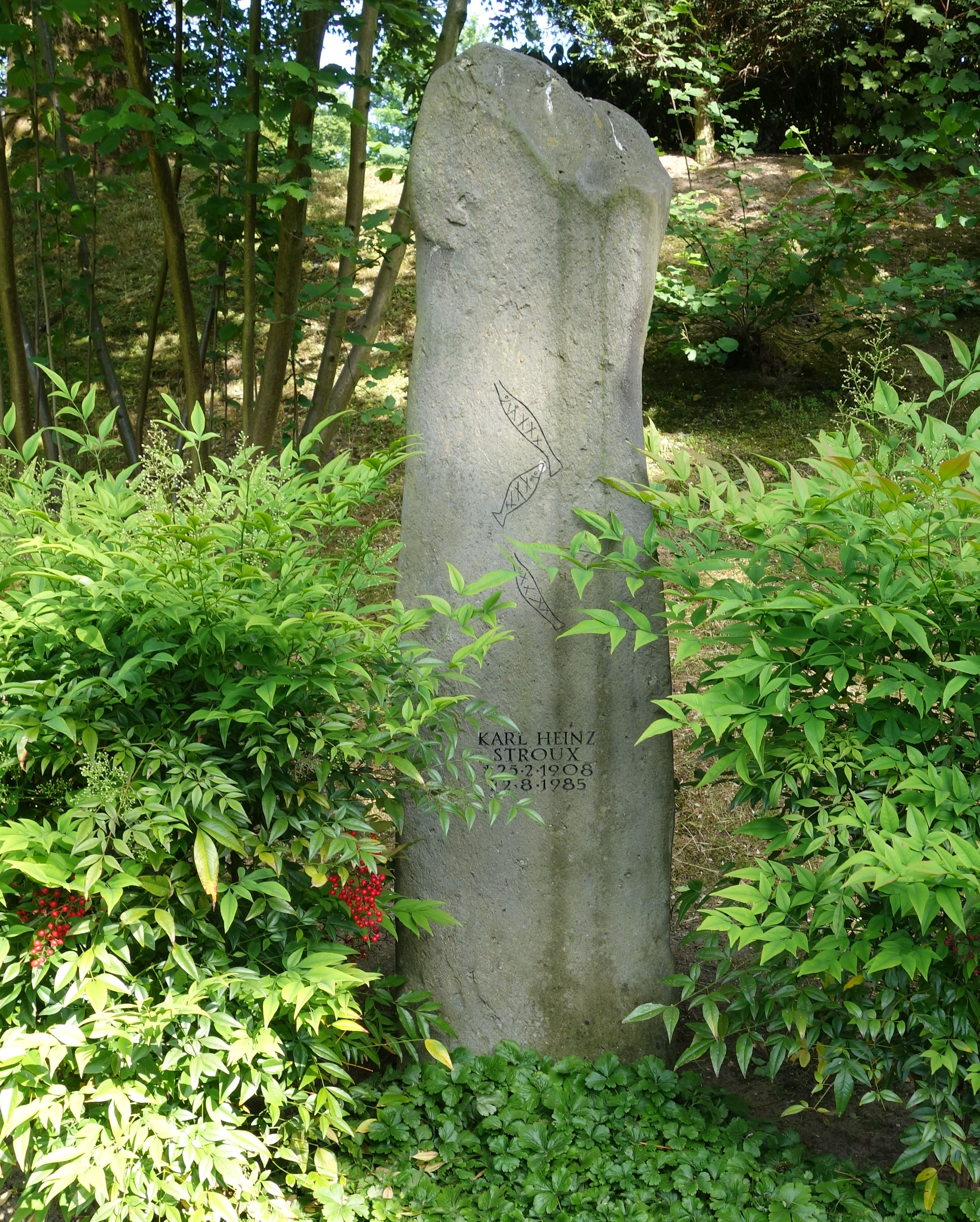
Grabstätte Karl Heinz Stroux auf dem Düsseldorfer Nordfriedhof

Karl-Heinz Stroux (* 25. Februar 1908 in Hamborn, heute zu Duisburg gehörend; † 2. August 1985 in Düsseldorf) war ein deutscher Schauspieler, Regisseur und Theaterleiter.

## Leben
Der Sohn eines Arztes studierte von 1927 bis 1930 Geschichte und Philosophie in Berlin und besuchte daneben die Schauspielschule an der Volksbühne Berlin, an der er Regieassistent und Schauspieler (1928 bis 1930) war. Anschließend war Stroux Regisseur an verschiedenen Berliner Bühnen, 1934/1935 in Erfurt und 1936 bis 1938 in Wuppertal, 1939 bis 1944 Gastregisseur am Burgtheater in Wien. Er stand 1944 in der Gottbegnadeten-Liste des Reichsministeriums für Volksaufklärung und Propaganda.
1945 eröffnete er die von ihm mitbegründeten Heidelberger Kammerspiele. 1946 wurde er Oberspielleiter in Darmstadt, 1948 in Wiesbaden. 1949 bis 1951 war Stroux Oberspielleiter am Hebbel-Theater, dann bis 1955 am Schiller- und Schlossparktheater in Berlin und von 1955 bis 1972 Generalintendant des Schauspielhauses in Düsseldorf. Ab 1972 war er als freier Regisseur und wieder als Schauspieler tätig. 
Stroux arbeitete seit 1959 mit Eugène Ionesco zusammen und setzte sich besonders für das osteuropäische Theater ein. 
Karl-Heinz Stroux war mit Eva-Maria (1921–2023) verheiratet und ist der Vater von Thomas Stroux und Stephan Stroux. Louisa Stroux, Salinia Stroux, Max Rocco Stroux und Jan Jasper Stroux sind seine Enkel.
Sein Grab befindet sich auf dem Düsseldorfer Nordfriedhof.

## Ehrungen
- 1972: Großes Verdienstkreuz mit Stern der Bundesrepublik Deutschland

## Filmografie
- 1931: M (Darsteller)
- 1939: Morgen werde ich verhaftet (Regie)
- 1949: Der große Mandarin (Drehbuch, Regie)
- 1949: Begegnung mit Werther (Regie)
- 1956: Nathan der Weise (Regie)
- 1961: Wir sind noch einmal davongekommen (Regie)
- 1962: Vor Sonnenuntergang (Regie)
- 1968: Das Käthchen von Heilbronn (Regie)
- 1970: Triumph des Todes oder Das große Massakerspiel (Regie)
- 1984: Die Dame und die Unterwelt (Darsteller)

## Hörspiele
- 1929: Friedrich Wolf: SOS … rao rao … Foyn – „Krassin“ rettet „Italia“ (Nicolai) – Regie: Alfred Braun (Hörspiel – RRG)

## Belege
1. ↑  Stroux, Karl-Heinz. In: Theodor Kellenter: Die Gottbegnadeten : Hitlers Liste unersetzbarer Künstler. Kiel: Arndt, 2020, ISBN 978-3-88741-290-6, S. 262f.
2. ↑  Archivierte Kopie (Memento des Originals vom 21. Februar 2014 im Internet Archive)  Info: Der Archivlink wurde automatisch eingesetzt und noch nicht geprüft. Bitte prüfe Original- und Archivlink gemäß Anleitung und entferne dann diesen Hinweis.
3. ↑  Salinia Stroux. Abgerufen am 4. Dezember 2021.
4. ↑  Juliane  Ziegler, Thomas Pirot: Anschlag von Hanau: "Wir müssen gegen das Vergessen kämpfen". In: Die Zeit. 22. August 2020, abgerufen am 4. Dezember 2021.
5. ↑  http://www.similitudo.de/6080111024.jpg

| Personendaten    | Personendaten                                       |
| ---------------- | --------------------------------------------------- |
| NAME             | Stroux, Karl-Heinz                                  |
| KURZBESCHREIBUNG | deutscher Schauspieler, Regisseur und Theaterleiter |
| GEBURTSDATUM     | 25. Februar 1908                                    |
| GEBURTSORT       | Hamborn                                             |
| STERBEDATUM      | 2. August 1985                                      |
| STERBEORT        | Düsseldorf                                          |